# Erwin Nestle
Erwin Nestle (Münsingen, 22 maggio 1883 – Ulma, 21 novembre 1972) è stato un teologo e filologo classico tedesco di fede protestante.

## Biografia
Dal 1901 al 1905 Nestle studiò teologia protestante all'Università di Tubinga e divenne membro della confraternita studentesca del Luginsland. A Tubinga ottenne il dottorato. Dal 1914 al 1949 lavorò come insegnante di religione nei ginnasi di Ulma.
Continuò il lavoro editoriale sul Nuovo Testamento iniziato dal padre Eberhard Nestle a Ulma. Nella 13ª edizione del Novum Testamentum Graece del 1927, sviluppò le basi dell'apparato testuale che viene utilizzato ancora oggi. L'opera, ulteriormente sviluppata da Barbara e Kurt Aland a Münster, è nota anche come "il Nestle" o "Nestle-Aland".
Inoltre, dopo la sua morte, pubblicò l'edizione critica prevista dal padre della Revisione della Vulgata di Lutero per l'edizione di Weimar.
I figli di Erwin Nestle furono il pilota Eberhard Nestle, il medico e politico Wilhelm Nestle, la biologa Renate Nestle, la farmacologa Eva Nestle e il matematico Fritz Nestle.